# Sân vận động Sanford
Sân vận động Sanford (tiếng Anh: Sanford Stadium) là một sân vận động bóng bầu dục nằm trong khuôn viên Đại học Georgia (còn được gọi là UGA) ở Athens, Georgia, Hoa Kỳ. Sân vận động có sức chứa 92.746 chỗ ngồi. Đây là sân vận động lớn thứ mười trong NCAA. Về mặt kiến trúc, sân vận động được biết đến với nhiều lần được mở rộng trong nhiều năm và đã được lên kế hoạch mở rộng một cách tỉ mỉ để phù hợp với "diện mạo" hiện có của sân vận động. Quang cảnh khuôn viên Đại học Georgia và những ngọn đồi nhấp nhô từ khu vực cuối phía tây đã khiến nhiều người gọi Sân vận động Sanford là "sân vận động bóng bầu dục đại học trong khuôn viên trường đại học đẹp nhất", trong khi quang cảnh xung quanh đã khiến sân được đánh giá là một trong những sân vận động bóng bầu dục đại học "tốt nhất, ồn ào nhất và có bầu không khí đáng sợ nhất". Các trận đấu được tổ chức ở đây được gọi là tổ chức "giữa các hàng rào" do sân được bao quanh bởi các hàng rào gai. Đây là một phần thiết kế của sân vận động kể từ khi sân được khánh thành vào năm 1929. Các hàng rào hiện tại được trồng vào năm 1996 sau khi các hàng rào ban đầu đã được đưa ra ngoài để phục vụ cho giải đấu môn bóng đá của Thế vận hội Mùa hè 1996.
Đây là sân vận động lớn thứ 11 ở Hoa Kỳ và là sân vận động lớn thứ 17 trên thế giới. Không giống như hầu hết các sân vận động ở NCAA có mặt sân là cỏ nhân tạo, Sân vận động Sanford đã sử dụng mặt cỏ tự nhiên ngay từ đầu và hiện vẫn còn sử dụng. Cỏ được sử dụng là Tifton 419 Bermuda Grass.